# Mike Joyce
Michael Joyce, detto Mike (Fallowfield, 1º giugno 1963), è un musicista inglese.
È conosciuto soprattutto come batterista di The Smiths, gruppo in cui ha militato dal 1982 al 1987.

## Carriera
Prima di raggiungere il successo con gli Smiths, aveva suonato con gli Hoax e con il gruppo punk Victim, entrambi di Manchester. Nell'autunno del 1982 viene reclutato nel gruppo di Morrissey e Johnny Marr con cui debutta dal vivo, al Ritz di Manchester, il 4 ottobre dello stesso anno. Rimarrà negli Smiths fino alla loro separazione, avvenuta nel 1987, pubblicando con loro quattro album in studio, un live, varie raccolte e venti singoli, la maggior parte del materiale pubblicato dall'etichetta Rough Trade Records.

## Post Smiths
Dopo la separazione della band, Joyce (assieme al bassista Andy Rourke) ha collaborato con Sinéad O'Connor, e (nuovamente) con Morrissey, nel biennio 1988-89. Durante gli anni Novanta ha inoltre lavorato con i Buzzcocks, i Public Image Limited, Julian Cope, P.P. Arnold e Pete Wylie.
Nel 1999 Joyce ha fondato il gruppo Aziz con Aziz Ibrahim, Paul Weller, Noel Redding e Steve White.
Nel 1996 diede inizio ad una controversia sui diritti d'autore nei confronti degli ex compagni di band, Johnny Marr e Morrissey, richiedendo di partecipare in egual misura all'incasso dei diritti per le registrazioni in studio e le esibizioni dal vivo degli Smiths. Joyce si vide riconosciuto il diritto ad aumentare la sua quota al venticinque per cento e a ricevere 1 milione di sterline come risarcimento sui mancati guadagni arretrati. Nel documentario The Importance of Being Morrissey, Morrissey ha definito la causa "un terribile errore giudiziario".
Nell'ottobre del 2007, assieme all'ex Oasis Bonehead e a Craig Gannon, chitarrista degli Smiths per un breve periodo, Joyce è stato impegnato in tour con Vinny Peculiar. Nel febbraio 2009 ha inaugurato un suo programma radiofonico (Alternative Therapy) per Manchester Radio Online e, nel mese di aprile del 2010, ha trasferito il suo show a Radio East Village, cambiando il nome del programma in Mike Joyce's Coalition Chart Show.
Lavora spesso come DJ nei club di tutto il mondo.
Nel luglio 2007 Joyce e Andy Rourke hanno realizzato un DVD intitolato "Inside the Smiths" in cui raccontano le loro esperienze nel gruppo.